# Liza’s at The Palace....
Liza’s at The Palace.... ist der Titel eines Bühnenprogramms der US-amerikanischen Sängerin und Schauspielerin Liza Minnelli. Die Varietéshow lief vom 3. Dezember 2008 bis 4. Januar 2009 im Palace Theatre des New Yorker Broadway. Schon vor ihrem Beginn spielte Minnelli ein gleichnamiges Show-Cast-Doppel-Album ein, das am 3. Februar 2009 auf dem Markt erschien. Im November 2009 wurde Liza Minnellis Darbietung dieser Show in Las Vegas auf mehreren Regionalsendern ausgestrahlt.

## Die Bühnenshow
Liza’s at The Palace.... wurde in zwei Akten aufgeführt. Für die Inszenierung und Choreographie zeichnete Ron Lewis verantwortlich; Liza Minnelli wurde dabei gesanglich und tänzerisch von vier jungen Männern begleitet: Cortes Alexander, Jim Caruso, Tiger Martina und Johnny Rodgers. Teile des Konzertprogramms waren ihrer 1998 verstorbener Patentante Kay Thompson gewidmet, die zu ihrer Zeit als vielseitige Autorin, Komponistin, Musikerin und Schauspielerin hervorgetreten war. Großer Wert wurde aber auch wieder auf Minnellis favorisiertes Musical-Duo John Kander und Fred Ebb gelegt, deren eine Reihe bekannter Songs ebenfalls in die Show aufgenommen wurden. Angelegt war Liza’s at The Palace.... als eine Art Wiederaufnahme und zugleich Ehrung alter Vaudeville-Traditionen im Sinne Kay Thompsons.

### Auszeichnungen
- Drama Desk Special Award für Liza Minnelli als „beliebte amerikanische Musiktheater-Ikone“, für ihre „dauerhaft exzellente Karriere“ und für ihre „glänzende Darbietung“ in dieser Bühnenshow
- Independent Theatre Reviewers Association Award für die „Beste weibliche Bühnendarbietung“[3]
- Tony Award für das „Beste Theater-Event“

Liza’s at The Palace.... wurde außerdem für den Drama League Award und in der Kategorie „Herausragendes Musical“ für einen regulären Drama Desk Award nominiert.

## Das Album

### Titelliste
Disc 1 (entspr. 1. Akt)
1. Teach Me Tonight (Sammy Cahn, Gene de Paul)
2. I Would Never Leave You (Billy Stritch, Johnny Rodgers, Brian Lane Green)
3. If You Hadn’t, But You Did (Betty Comden, Adolph Green, Jule Styne)
4. What Makes a Man a Man? (Charles Aznavour)
5. My Own Best Friend (Fred Ebb, John Kander)
6. Maybe This Time (Fred Ebb, John Kander)
7. He’s Funny That Way (Richard Whiting, Neil Moret)
8. Palace Medley (David Zippel, John Kander, Billy Stritch, Roger Edens)
9. Cabaret (Fred Ebb, John Kander)

Disc 2 (entspr. 2. Akt)
1. But the World Goes ’Round (Fred Ebb, John Kander)
2. Hello, Hello (Kay Thompson)
3. Jubilee Time (Kay Thompson)
4. Basin Street Blues (Spencer Williams, Kay Thompson)
5. Clap Yo’ Hands (Ira Gershwin, George Gershwin)
6. Liza (All the Clouds’ll Roll Away) (Ira Gershwin, Gus Kahn, George Gershwin)
7. I Love a Violin (Kay Thompson)
8. Mammy (Sam M. Lewis, Joe Young, Walter Donaldson)
9. Theme from New York, New York (Fred Ebb, John Kander)

Nicht für das Album aufgenommen wurde der von Irving Kahal und Sammy Fain geschriebene Song I’ll Be Seing You, er war jedoch später Bestandteil des Konzerts.
Liza’s at The Palace.... stieg auf Platz 42 der Billboard Independent Album Charts ein und erreichte Platz 3 der Top-Cast-Album-Charts, blieb jedoch dem kommerziellen Massenerfolg fern und schaffte es nicht in die Billboard Album Charts.

### Rezeption
William Ruhlmann, profilierter Musikkritiker, meint, dass sich der Titel Liza’s at The Palace.... anhöre, als handele es sich um ein Live-Album, tatsächlich habe ihn die Anmerkung „aufgenommen in den Legacy Recording Studios, NYC“ angenehm überrascht. Die über 62 Jahre alte Liza Minnelli hätte gut daran getan: Gewiss beweise sie als Entertainerin und Tänzerin auf der Bühne immer noch Energie, doch der Weg, auf ruhige – ihre etwas brüchige Stimme kontrollierende – Art und Weise zunächst das Album aufzunehmen, sei besser gewesen.
Das Album an sich sei abwechslungsreich, nostalgisch, vereine eigene Signatursongs wie Maybe This Time mit alten jazzigen, komödiantischen Liedern wie If You Hadn’t, But You Did. Insgesamt erinnere es sowohl an die großen Erfolge von Judy Garland, Liza Minnellis Mutter, die ab den 1950er Jahren mehrmals im Palace Theatre gastiert hatte, – vereint in deren Song Palace Medley –, als natürlich auch an alte Vaudeville-Traditionen im rauchigen Nachtklub-Stil Kay Thompsons. Liza Minnelli sei hier voll in ihrem Element und zolle einen Tribut an das „Goldene Zeitalter“ der klassischen Unterhaltungswelt.

### Auszeichnungen
Liza’s at The Palace.... war bei der Grammy-Verleihung 2010 in der Kategorie „Bestes Traditionelles Pop-Gesangsalbum“ nominiert.